# Завія (футбольний клуб)
Спортивний клуб Завія або просто «Завія» (англ. Zavia Sports Club) — ланкійський футбольний клуб з Дхарга Таун. Виступав у Прем'єр-лізі Шрі-Ланки, найвищому футбольному дивізіоні країни.

## Історія
Спортивний клуб «Завія» було засновано 1972 року в місті Дхарга Таун М.М. Ісмаїлом та його братами. Протягом тривалого періоду часу команда виступала у Футбольній лізі Берувела.